# Kurt Ehrmann

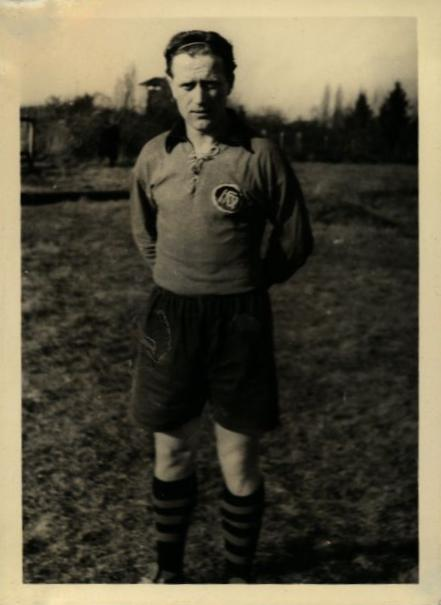
Kurt Ehrmann – 1955/56

Kurt Ehrmann, gerufen „Kaddel“ (* 7. Juni 1922 in Karlsruhe; † 2. August 2013 ebenda) war ein deutscher Fußballspieler, der im Jahre 1952 einmal in die deutsche Fußballnationalmannschaft berufen wurde und mit der deutschen Amateurnationalmannschaft an den Olympischen Spielen in Helsinki teilnahm. In der damals erstklassigen Fußball-Oberliga Süd hat er für die Vereine Karlsruher FV und VfB Mühlburg von 1945 bis 1949 insgesamt 44 Ligaspiele absolviert und 12 Tore erzielt.

## Karriere

### Jugend, 1930–1940
Der in der Karlsruher Oststadt geborene und zusammen mit vier Geschwistern aufgewachsene Kurt Ehrmann spielte ab 1930 in der Jugendabteilung von FC Frankonia Karlsruhe Fußball. Bei Frankonia verbrachte auch sein Vater die letzten Jahre seiner aktiven Zeit und seine zwei jüngeren Brüder erlernten dort ebenfalls das Fußballspiel. Dies war für Buben der Oststadt zu dieser Zeit die Regel. Die Ausnahme stellte Kurt Ehrmanns Schulkamerad Herbert Binkert dar, der sich als Schüler dem FC Phönix anschloss. Von Beginn seiner Laufbahn an spielte Kurt Ehrmann im Sturm. Frühzeitig übte der Rechtsfüßer den beidbeinigen Umgang mit dem Ball. Das zahlte sich aus. Die späteren Berufungen in die DFB-Mannschaften erfolgten auf der Position des linken Flügelstürmers. Sein Ballgefühl verfeinerte Kurt Ehrmann in ungezählten Stunden der Einzelbeschäftigung mit Ball. Unermüdlich passte und köpfte er selbigen gegen die Wand. Insbesondere dann, wenn in der Oststadt keine Kameraden zum Fußballspiel zu finden waren. In der 1. Jugendklasse Karlsruhes hatte es Frankonia in erster Linie mit dem Karlsruher FV, Phönix, VfB Mühlburg, VfB 05 Knielingen und dem FV Daxlanden zu tun. Am liebsten spielte Kurt Ehrmann Halb- oder Mittelstürmer. Die Trainer setzten ihn zumeist aber als Linksaußen ein. Als er in der Runde 1940/41 in die Seniorenmannschaft übergewechselt wäre, brachten die Auswirkungen des Zweiten Weltkrieges und seines Einzuges am 2. Dezember 1940 zum Kriegsdienst es mit sich, dass er ohne Einsatz für die erste Mannschaft von FC Frankonia Karlsruhe blieb.
Ehrmann war seit dem 15. Dezember 1940 Mitglied der Waffen-SS, in der er zum 1. Februar 1943 zum Rottenführer befördert wurde.

### Gauligist Post SG Danzig, 1942–1944
1942 wurde Kurt Ehrmann auf Grund einer Verwundung nach Danzig versetzt. Dort warb ihn der Gauligist Post-SG Danzig an. Kurt Ehrmann spielte ab Juli 1942 im Sportbereich 19 Danzig-Westpreußen. An der Seite des torgefährlichen Mittelstürmers Ernst Löttke, der 1949 die deutsche Meisterschaft mit dem VfR Mannheim gewann, entwickelten sich die Talente des jungen Stürmers aus Karlsruhe. Er wurde mehrmals in die Danziger Stadtauswahl und für den Gau Westpreußen zu Repräsentativspielen berufen. Trainer Anton Kugler, ehemaliger Meisterspieler des 1. FC Nürnberg, vermittelte Kurt Ehrmann prägende taktische Verhaltensweisen und Kniffe für den Zweikampf. Im Rückblick findet der 84-jährige Kurt Ehrmann nur lobende Worte für Trainer Kugler und betont ausdrücklich: „Von ihm habe ich sehr viel gelernt“. Spielstarke Konkurrenten der Post SG Danzig waren die HUS Marienwerder, SV Neufahrwasser, BuEV Danzig und Luftwaffen-SV Danzig. Zum 2. Dezember 1944 war es mit dem Fußballspiel wieder zu Ende. Kurt Ehrmann musste zurück an die Front. Am 22. Mai 1946 wurde Kurt Ehrmann aus dem Gefangenenlager Cham in der Oberpfalz entlassen. Dort hatte er in der Lagermannschaft Fußball spielen können. Dies ermöglichte es Kurt Ehrmann nach seiner Rückkehr nach Karlsruhe im Vereinsfußball sofort wieder Fuß zu fassen.

### Karlsruher FV, 1946–1956

#### 1. Etappe, 1946–1950
Da seine Heimkehr aus Cham unter wesentlicher Mithilfe des Karlsruher FV stattgefunden hatte, führte Kurt Ehrmanns Weg zum Ex-Meister des Jahres 1910, zum KFV-Platz an der Telegrafenkaserne.
Zwei Spiele konnte Kurt Ehrmann noch in der Runde 1945/46 in der Oberliga Süd bestreiten. In der Saison 1946/47 bildete er zusammen mit Albert Janda einen der stärksten linken Flügel in der auf 20 Vereine aufgestockten Oberliga Süd. Als technisch brillanter Linksaußen absolvierte Kurt Ehrmann 35 Spiele und erzielte neun Tore. In der Läuferreihe agierte der von Phönix gekommene Neffe von Sepp Herberger, Johann Herberger, der am Rundenende nach Stuttgart weiter zog. In diesen Jahren wurde jedoch die Spielstärke einer Mannschaft nicht allein durch ihr fußballerisches Können bestimmt. Einen eindeutigen Vorteil genossen jene Vereine, die eine gute Verpflegung und Kleidung der Spieler, sowie eine ordentliche Übernachtungsgelegenheit bei Auswärtsspielen sicherstellen konnten. Kurt Ehrmann berichtet, dass die Möglichkeiten des KFV die Spieler mit Naturalien zu versorgen, nicht mit den Gegebenheiten bei den bayrischen und württembergischen Vereinen vergleichbar war. Auf die finanziellen Möglichkeiten des Großteils seiner Oberligagegner bezogen, war der KFV nicht konkurrenzfähig. Er konnte seinen Spielern weder genügend Nahrungsmittel, noch Wohnungen und Arbeitsplätze beschaffen. Infolge der Unbespielbarkeit des eigenen Platzes wegen Kriegsschäden, mussten die Rot-Schwarzen zusätzlich auf den Heimvorteil verzichten. Von der Persönlichkeit und sportlichen Klasse seines damaligen Trainers Max Breunig schwärmt Ehrmann dagegen noch heute. Breunigs taktische Schulung der verschiedenen Mannschaftspositionen findet immer noch Kurt Ehrmanns bewundernde Anerkennung. Für Kurt Ehrmann folgte, nach dem Abstieg des KFV aus der Oberliga Süd, eine Saison in der Landesliga Nordbaden. Zur Runde 1948/49 wechselte Kurt Ehrmann jedoch zum Stadtrivalen VfB Mühlburg und kehrte somit wieder in die Oberliga Süd zurück. Am 14. November 1948 bestritt er am neunten Spieltag sein siebtes Spiel und erzielte in der 38. Spielminute seinen dritten Treffer für Mühlburg beim 3:3-Unentschieden gegen FC Bayern München. Jedoch verhinderten die Folgen einer Rippenfellentzündung – im Zusammenspiel mit Konflikten in der Zusammenarbeit mit Trainer Robert „Boba“ Kraft – weitere Einsätze Kurt Ehrmanns beim VfB Mühlburg. „Kaddel“ kehrte zur Runde 1949/50 wieder zum Karlsruher FV zurück. Er konnte in dieser Runde die Meisterschaft in der Bezirksklasse und damit die Aufnahme in die neu geschaffene 1. Amateurliga Nordbaden feiern.

#### 2. Etappe, 1950–1956
In der Runde 1950/51 errang der KFV die Vizemeisterschaft in Nordbaden, wozu Ehrmann in 30 Ligaeinsätzen 23 Tore beigesteuert hatte. Damit hatte sich der KFV für die erstmals ausgetragene deutsche Amateurmeisterschaft qualifiziert. Nach Erfolgen über FC 08 Villingen, VfL Sindelfingen und SSV Troisdorf 05, konnte Kurt Ehrmann mit seinen Kameraden die Reise nach Berlin zum Finale antreten. Gegner war am 30. Juni 1951 ATSV Bremen 1860. Das Amateurfinale war quasi das Vorspiel zum Spiel um die deutsche Meisterschaft 1951. Zwei Spieler ragten im Finale der Amateure heraus. Auf Seiten der mit 3:2 Toren siegreichen Bremer war der herausragende Spieler der dreifache Torschütze Willi Schröder. Bei dem vor allem in der zweiten Halbzeit auftrumpfenden KFV war dies der auf der linken Außenläuferposition das Spiel antreibende Kurt Ehrmann. Bundestrainer Sepp Herberger hob beide Spieler in seiner Spielanalyse hervor und machte ihnen Hoffnungen zur Teilnahme bei den Olympischen Sommerspielen 1952 in Helsinki. 1951/52 gewannen die Mannen um Spielführer „Kaddel“ Ehrmann die Meisterschaft in Nordbaden. Der Kapitän hatte 14 Tore in 26 Ligaspielen erzielt. In den Derbys gegen Phönix Karlsruhe und FV Daxlanden hatte sich „Kaddel“ mit Kurt Sommerlatt und Heinz Beck auseinanderzusetzen. In der Aufstiegsrunde führte Spielführer Ehrmann seine Kameraden über den Meister aus Hessen (Olympia Lampertheim), den Meister aus Südbaden (SC Baden-Baden), den Meister aus Württemberg (Union Böckingen) und den Meister aus Bayern (FC Amberg) in die 2. Liga Süd. 36 Spiele hatte der KFV in der Punkte- und Aufstiegsrunde zu bewältigen gehabt. Kurt Ehrmann kam auf 33 Einsätze, in denen er 19 Tore für den Altmeister erzielen konnte. Der vielseitige Spieler kam in den zwei Spielzeiten 1950/51 und 1951/52 aber auch im Wettbewerb um den Länderpokal in der Auswahl von Nordbaden in Spielen gegen Südbaden, Niederrhein, Südwest und Württemberg zum Einsatz. In der 2. Liga Süd traf der KFV in der Saison 1952/53 unter anderen auf SSV Jahn Regensburg, KSV Hessen Kassel, TSV Schwaben Augsburg, SSV Reutlingen 05, SV Darmstadt 98, Freiburger FC und den 1. FC Pforzheim. Innerstädtisch ragte das Derby gegen den ASV Durlach heraus. In Karlsruhe konnte der KFV in der Zweitklassigkeit sowohl was Finanzen, als auch Publikumsgunst anbelangte, nicht mit dem Karlsruher SC in der Oberliga Süd mithalten. Dieser neue Fusionsverein wurde 1956 Meister im Süden, deutscher Vizemeister und DFB-Pokalsieger. 1956 wechselte Kurt Ehrmann im Alter von 34 Jahren zum 1. FC Pforzheim in die 2. Liga Süd und belegte mit dem „Club“ aus dem Brötzinger Tal den vierten Rang. Der KFV stieg in der Runde 1956/57 aus der 2. Liga ab.

### Ende der Spielerlaufbahn, 1956–1960
Vier Jahre dirigierte der technisch herausragende Kurt Ehrmann das Spiel des 1. FC Pforzheim in der 2. Liga Süd. Zumeist als linker Läufer trieb er das Spiel seiner Mannschaft an. Nach der Saison 1959/60, beendete Kurt Ehrmann im Alter von 38 Jahren seine aktive Spielerkarriere. Sein sicheres Kombinationsspiel, seine Fertigkeit am Ball, seine Fähigkeiten als Spiellenker und Mannschaftsführer, sowie sein auch in fortgeschrittenem Alter nicht versiegter Ehrgeiz überzeugten noch am Ende seiner Laufbahn Mitspieler, Verein und Fans in Pforzheim.

### Der Nationalspieler, 1952

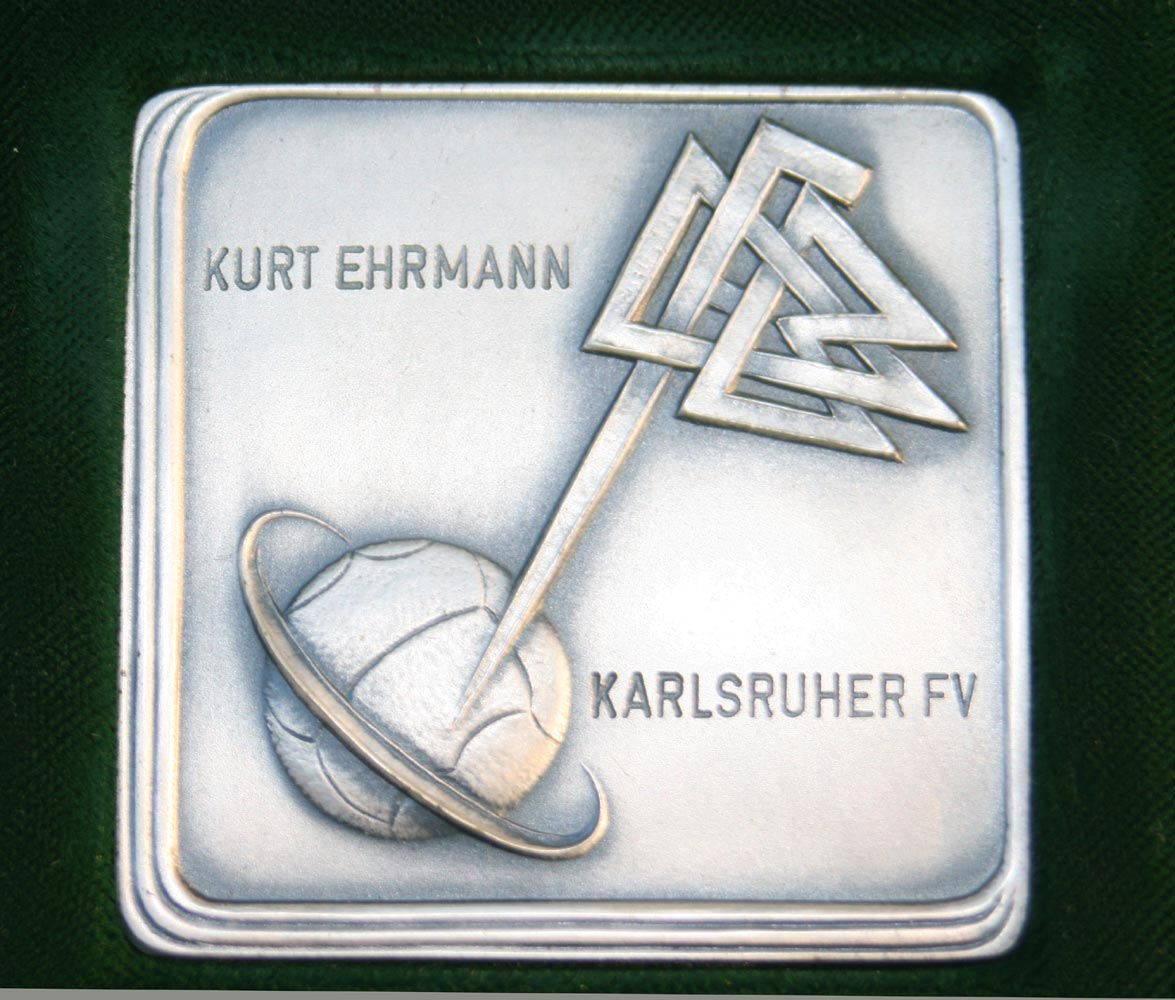
Erinnerungsmedaille des DFB, Vorderseite

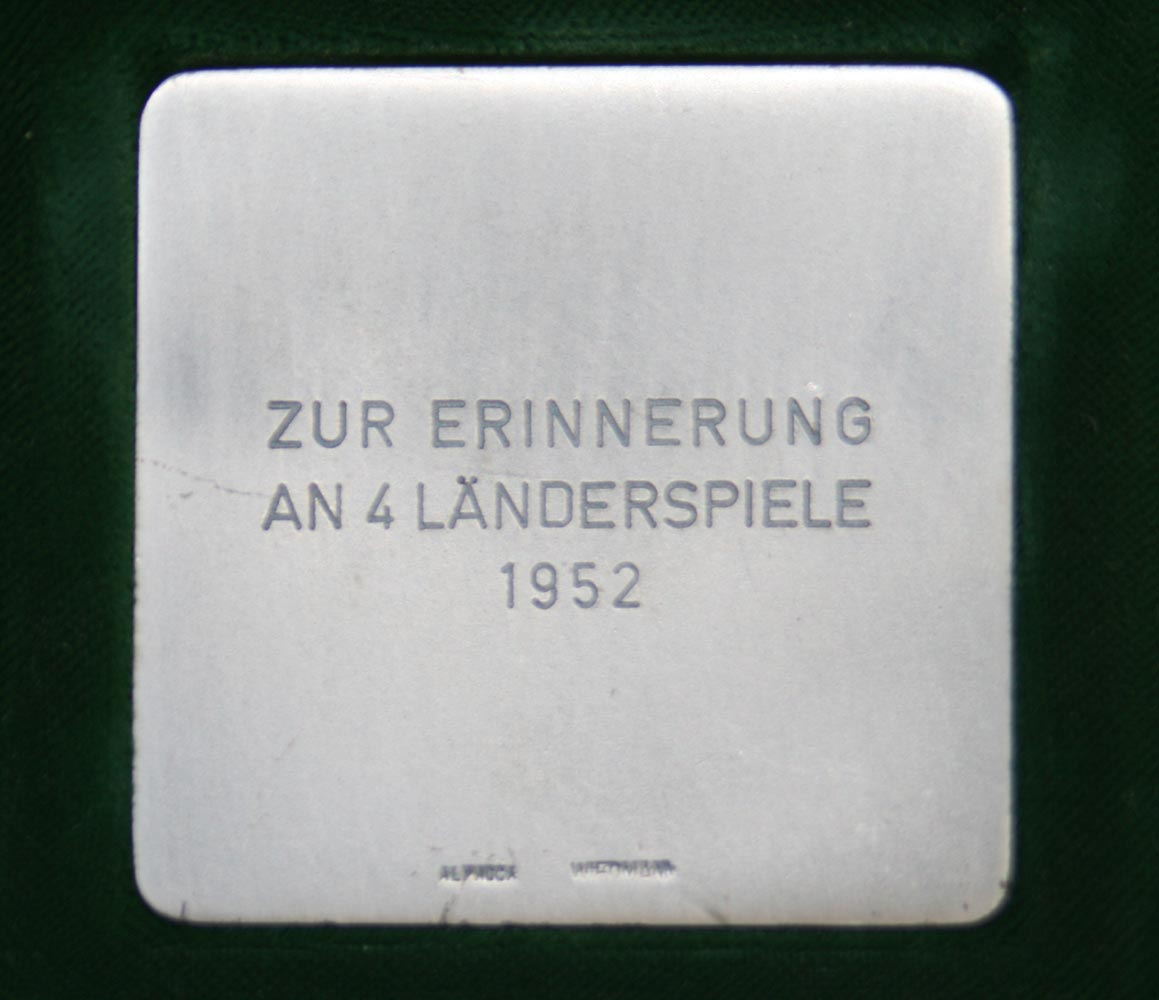
Rückseite

Im Februar 1951 erhielt Bundestrainer Sepp Herberger den Auftrag, eine deutsche Mannschaft für das Fußballturnier der Olympischen Sommerspiele 1952 in Helsinki aufzubauen. Die Schulung der zukünftigen Olympioniken stellte sich als schwierig heraus, da mehrwöchige Lehrgänge nicht möglich waren. Es reichte lediglich zu einer Woche im August 1951, einer weiteren Woche im März 1952, sowie drei zusätzlichen, jeweils halbwöchigen Lehrgängen. Sepp Herberger hielt teilweise auch mit Hilfe der Verbandssportlehrer Ausschau nach geeigneten Spielern. „Kaddel“ Ehrmann spielte sich nicht zuletzt durch seine Leistungen während der Meisterschaftsendrunde der Amateure 1951 in das Blickfeld des Bundestrainers. Er gab ihm folgenden Rat, der dem 84-jährigen Kurt Ehrmann noch unvergessen ist: „Ehrmann, lasse se des Rauche bleibe, tue se was für die Luft, dann sin se mei Mann.“ Nach diesen Worten verzichtete der Kettenraucher Kurt Ehrmann auf die Zigaretten und nahm zusätzliche Dauerläufe in sein Programm auf. Er wollte zur Olympiade und in die neu zu bildende Amateurnationalmannschaft. Seine Mühe lohnte sich. Der DFB nominierte ihn für Helsinki. Im Frühjahr 1952 zeigte Bundestrainer Herberger seinen Amateuren auf ganz besondere Art sein Vertrauen. Er lud den kompletten Sturm noch vor seinem Amateurnationalmannschaftdebüt zum A-Länderspiel am 20. April 1952 gegen Luxemburg ein. Matthias Mauritz wurde nur auf Grund einer kurzfristigen Verletzung vom Schalker Bernhard Klodt auf Rechtsaußen ersetzt. Der Sturm der Nationalmannschaft lautete somit bei dem 3:0-Erfolg in Luxemburg wie folgt: Klodt, Georg Stollenwerk (Düren 99), Hans Zeitler (VfB Bayreuth), Willi Schröder (Bremen 1860) und Kurt Ehrmann (Karlsruher FV). Es war ein internationaler Test des Sturmes für das erste Amateurländerspiel des DFB am 14. Mai 1952 in Düsseldorf gegen Großbritannien. Beim Debütspiel der Amateurnationalmannschaft in Düsseldorf, das mit einem 2:1-Erfolg endete, setzte Bundestrainer Sepp Herberger elf Spieler des definitiven Olympiaaufgebots ein. Kurt Ehrmann bildete mit Willi Schröder den linken Flügel. Das Olympiaturnier in Finnland wurde für Kurt Ehrmann zu einem prägenden Ereignis. Im Gedächtnis blieben nicht nur die ausgetragenen Spiele, sondern vielmehr der Flug von Hamburg nach Helsinki, der emotionale Empfang durch die Veranstalter mit Nationalhymne und der Einzug in das Mannschaftsquartier.

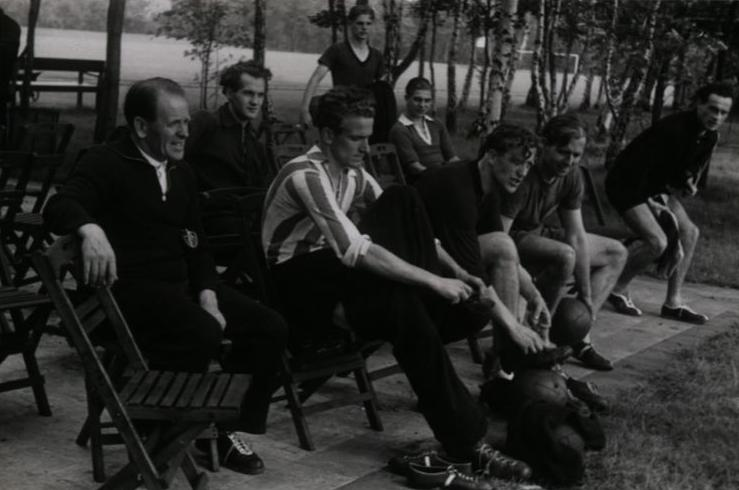
Trainingspause des Olympiakaders 1952, vorne links Sepp Herberger

Die Betreuung, Einstellung und das Training durch Bundestrainer Sepp Herberger und seinen Assistenten Herbert Widmayer sowie die Pflege durch Masseur Erich Deuser waren nicht vergleichbar mit den praktizierten Abläufen in den Vereinen.
Momente, die den Wettkampfgedanken im Fußballturnier zurückstehen ließen, waren die zwei als Zuschauer erlebten Spiele der Goldenen Elf aus Budapest. Kurt Ehrmanns Augen glänzten bei der Beschreibung der Schusstechnik von Ferenc Puskás. Großartige Eindrücke außerhalb des Fußballturniers waren für Kurt Ehrmann die 800-Meter-Läufe Heinz Ulzheimers zur Bronzemedaille und der Einlauf von Emil Zátopek in das Olympiastadion bei seinem Sieg im Marathonlauf. Unvergessen sind auch die zwei Einsätze Kurt Ehrmanns gegen Jugoslawien und Schweden im Olympiaturnier. Die internationale Klasse der jugoslawischen Mannschaft zeigte sich bereits zwei Jahre vorher bei der Fußball-Weltmeisterschaft 1950 in Brasilien. Beara, Horvat, Čajkovski und Bobek waren sowohl in Brasilien als auch in Helsinki mit dabei. Die Olympioniken Boškov und Zebec stellten ihr Können nachfolgend bei der Weltmeisterschaft 1954 in der Schweiz unter Beweis. Nicht viel anders sah es bei den Schweden aus. Auch sie stellten mit Kalle Svensson, Lennart Samuelsson und Erik Nilsson Spieler, die bereits bei der Weltmeisterschaft in Brasilien mit dabei gewesen waren. Bei der Olympiade in Helsinki wurde auf schwedischer Seite mit Bengt „Julle“ Gustavsson auch der Stopper der WM 1958 aufgeboten.
Sepp Herberger brachte 1955 seine Wertschätzung für das Olympiateam von 1952 in dem Fritz Walter-Buch „Spiele die ich nie vergesse“ mit folgenden Worten zum Ausdruck: „Lieber Fritz! Sie fragen mich nach dem Spiel, das mir am unvergesslichsten ist. Aus der Vielzahl der Einzelbilder erhebt sich – alles überstrahlend – das Fußballturnier der Olympischen Spiele in Helsinki und die Weltmeisterschaft in der Schweiz. Helsinki … das ist für mich unsere junge Olympiaelf, die aus dem Nichts entstand, deren hervorragende Leistungen und großartigen Erfolge getragen waren von den Kräften der Kameradschaft und des Mannschaftsgeistes.“ Nach den Olympischen Spielen lagen Kurt Ehrmann Angebote von Holstein Kiel, Werder Bremen, Eintracht Braunschweig, den Stuttgarter Kickers und dem Freiburger FC vor. Kurt Ehrmann, der seit dem 30. Januar 1951 mit seiner aus Durlach stammenden jungen Frau verheiratet, junger Familienvater und Angestellter der Landesversicherungsanstalt Baden in Karlsruhe war, blieb Karlsruhe und dem KFV treu.

### Trainer, 1953–1975
Am 30. Mai 1953 absolvierte Kurt Ehrmann erfolgreich seine Prüfung zum Fußballlehrer unter der Aufsicht von Sepp Herberger und Hennes Weisweiler in der Sportschule Schöneck. Bereits während seiner aktiven Zeit als Fußballspieler betreute Kurt Ehrmann mit dem TSV Ellmendingen und dem FC Jöhlingen Amateurvereine im Karlsruher Umland. Mit dem VfB Bühl gewann Kurt Ehrmann 1962 den Südbadischen Pokal. Den ASV Durlach führte er von der A-Klasse zurück in die 1. Amateurliga. Bis zu seinem Tode am 2. August 2013 war Kurt Ehrmann auf das herzlichste mit dem Verein am Fuße des Turmberges verbunden. Zu den besonderen Eindrücken seiner Trainerzeit zählt ebenfalls die 16-tägige Amerikareise im Jahre 1972 mit der FVgg Weingarten.